# Капустин, Сергей Алексеевич
Серге́й Алексе́евич Капу́стин (13 февраля 1953, Ухта, Коми АССР — 4 июня 1995, Москва) — советский хоккеист. Заслуженный мастер спорта СССР (1975). Олимпийский чемпион (1976). Старший брат Игоря Капустина.
Играл за ухтинский «Нефтяник» (1970—1971), московские «Крылья Советов» (1971—1977), ЦСКА (1977—1980) и «Спартак» (1980—1986), а также австрийские клубы «Инсбрук» и «Зальцбург».

## Биография
Родился 13 февраля 1953 года.
Пришёл в московские «Крылья Советов» из Ухты в 1971 году. В этой команде он вырос в игрока высокого класса. В 1974 году «Крылья Советов» одержали победу в чемпионате СССР и завоевали Кубок СССР. Капустин стал одним из лидеров команды, привлекался в состав сборной СССР. Три сезона играл за ЦСКА в тройке вместе с Хельмутом Балдерисом и Виктором Жлуктовым. В 1980 году Борис Кулагин возглавил московский «Спартак», и Капустин стал игроком этого клуба. Ведущая тройка нападения клуба Шалимов — Шепелев — Капустин успешно играла несколько сезонов, завоевала со сборной СССР Кубок Канады 1981 года. Капустин был капитаном «Спартака», его неоднократно приглашали в НХЛ.
В чемпионатах СССР провёл 517 матчей и забросил 278 шайб.
Награждён двумя орденами Дружбы народов (07.07.1978, 1981), медалью «За трудовое отличие» (1975).
Скончался 4 июня 1995 года в Москве на 43-м году жизни от заражения крови в результате несчастного случая (поранил локоть ржавым гвоздём во время купания в пруду), похоронен на Востряковском кладбище в Москве в одной могиле с малолетним сыном Сергеем, участок 29.

## Достижения
- Чемпион СССР — 1974, 1978, 1979, 1980.
- Серебряный призёр чемпионата СССР — 1975, 1981, 1982, 1983, 1984.
- Бронзовый призёр чемпионата СССР — 1973, 1986.
- Обладатель Кубка СССР — 1974, 1977, 1979.
- Чемпион мира и Европы — 1974, 1975, 1978, 1979, 1981, 1982, 1983.
- Серебряный призёр чемпионата мира — 1976.
- Бронзовый призёр чемпионата мира — 1977.
- Бронзовый призёр чемпионата Европы — 1976, 1977.
- Олимпийский чемпион — 1976.
- Обладатель Кубка Канады — 1981.
- Лучший бомбардир чемпионата мира 1974.
- Обладатель Кубка европейских чемпионов.
- Чемпион Зимней Универсиады — 1972
- Член Клуба Всеволода Боброва — 416 голов.

## Память
- 13 февраля 2003 года состоялся матч ветеранов «Крылья Советов» — Звёзды СССР, посвящённый памяти Сергея Капустина[2].
- 30 марта 2012 года на родине Сергея Капустина, в городе Ухте, открыт ледовый дворец спорта имени Сергея Капустина[3], рассчитанный на 2500 зрителей.
- На стене дома в Ухте, где жил Капустин, установлена памятная доска.
- На стене средней школы № 2 в Ухте, где учился Капустин, установлена памятная доска.

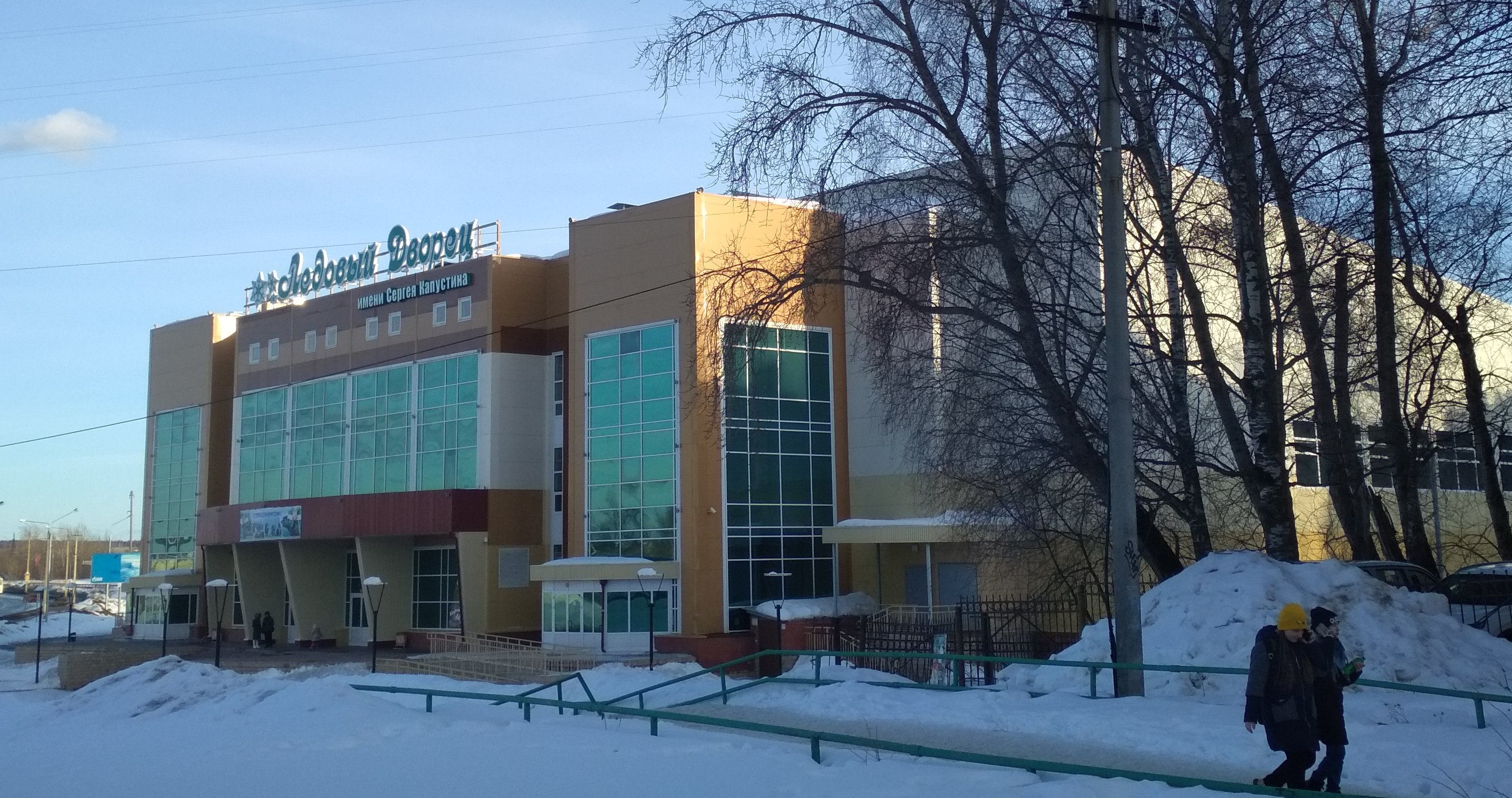
Ледовый дворец имени Сергея Капустина в Ухте
Мемориальная доска в Ухте на стене дома, где жил Капустин
Мемориальная доска в Ухте на стене школы, где учился Капустин